# Szkolnictwo przy 2 Korpusie Polskim

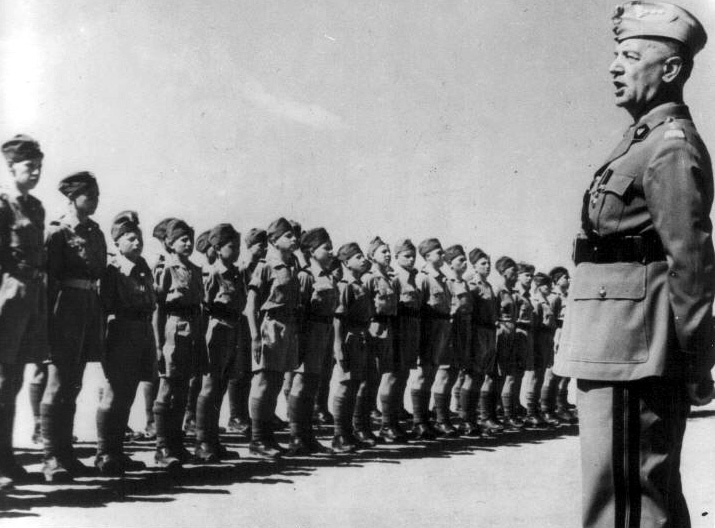
Spotkanie gen. Sikorskiego z junakami w 1943 roku

Szkolnictwo przy 2 Korpusie Polskim to prowadzone na szeroką skalę działania o charakterze dydaktyczno-wychowawczym, mające uzupełnić wykształcenie przyszłych żołnierzy. Już na jesieni 1941 roku gen. Władysław Anders, dowódca tworzonej w ZSRR Armii Polskiej w ZSRR, polecił zorganizować przy powstającej w Tockoje 6 Lwowskiej Dywizji Piechoty szkoły junackie. Po przemieszczeniu wojska do Azji Środkowej szkoły te ulokowano w okolicach G‘uzoru w Uzbekistanie. Organizatorem szkół był wykładowca akademicki Uniwersytetu Stefana Batorego w Wilnie a następnie rektor Akademii Medycyny Weterynaryjnej we Lwowie prof. dr ppłk Jerzy Alexandrowicz.

## Szkoły junackie
Podczas pierwszego etapu ewakuacji z ZSRR, do Iranu dotarło około 1900 nastoletnich chłopców i dziewcząt, a skutkiem drugiego jej etapu liczba ich wzrosła do około 5000. W czerwcu 1942 roku dowódca Armii Polskiej na Wschodzie utworzył Dowództwo Szkół Junackich (DSJ), które zgodnie z przepisami brytyjskimi odpowiadały organizacyjnie formacjom Young Soldiers Batallions. Do 10 marca 1945 dowódcą Szkół Junackich był ppłk piech. Ignacy Bobrowski, a następnie ppłk dypl. piech. Kazimierz Ryziński. DSJ przystąpiło wkrótce do organizowania (w Palestynie i Egipcie) szkół o różnym profilu. Obok szkół ogólnych w Nazarecie (tam też znajdowała się Junacka Szkoła Żeńska) i Bashif, powstały szkoły zawodowe: łączności w Mena, mechaniczne w Tel el Kabir i Sarafand oraz Gimnazjum Lotnicze w Heliopolis.
W sierpniu 1942 roku w obozie „Barbara” w Palestynie powstała Junacka Szkoła Kadetów (JSK), nawiązująca do tradycji Korpusów Kadetów z czasów II RP. Miała ona szkolić kadry dla wszystkich rodzajów broni. Program obejmował 5 godzin nauki i 2 godziny szkolenia wojskowego dziennie. W latach 1943–1945 w JSL pobierało nauki około 1200 kadetów. Szkoła ta była ważnym ośrodkiem kulturalno-oświatowym. Wydawano pisemko harcerskie „Na Tropie” i szkolne czasopismo „Kadet"”, zakładano zespoły muzyczne i teatralne, które występowały w polskich i alianckich jednostkach wojskowych, a także w miastach dla ludności cywilnej. Wyjątkowym osiągnięciem było wystawienie, przy współpracy z junaczkami z Nazaretu, opery „Halka” Stanisława Moniuszki. Pierwszym komendantem JSK był mjr Andrzej Bronisław Kulczycki.

## Kursy maturalne
Zgodnie z rozkazem z 3 sierpnia 1943 roku zorganizowano 5-miesięczne kursy maturalne dla tych spośród żołnierzy 2 Korpusu Polskiego Polskich Sił Zbrojnych, którzy z powodu wybuchu wojny przerwali naukę przed ukończeniem szkoły średniej. Kursy takie organizowano przy JSK w obozie „Barbara” w oparciu o pedagogów szkół średnich, a nawet nauczycieli akademickich, jakich na Bliskim Wschodzie znalazło się wielu. Kursy takie były możliwe i z tego powodu, że wszystkie jednostki 2 Korpusu przeszły już pełne przeszkolenie techniczno-bojowe.
Pierwszy kurs rozpoczął się we wrześniu 1943, a zakończył w lutym 1944 roku, kiedy pierwsze jednostki polskie (3 Dywizja Strzelców Karpackich) wylądowały już w Italii i obejmowały odcinek frontu nad rzeką Sangro. Z ponad 600 kandydatów świadectwo ukończenia gimnazjum
ogólnokształcącego otrzymało 323 uczniów, a egzamin maturalny zdało 159. Ci ostatni mieli zasilić szkoły podchorążych. Z uwagi na odczuwalny niedostatek kadry oficerskiej miało to niebagatelne znaczenie.
Kilka dni po inauguracji kursów w palestyńskim obozie „Julis” rozpoczął działalność Dywizyjny Kurs Gimnazjalny 3 DSK. Pod koniec 1943 roku został przeniesiony do obozu „El Quassasin” w Egipcie, a następnie wraz z dywizją znalazł się we Włoszech. W kwietniu 1944 roku, na zapleczu frontu, w Castelpetroso, świadectwo ukończenia gimnazjum uzyskało 30 uczniów a 165 zaświadczenia ukończenia drugiej i trzeciej klasy. Dalsza nauka, w związku z wejściem 2 Korpusu do walk na Linii Gustawa, została przerwana.

## Rozwój szkolnictwa 1945-1947

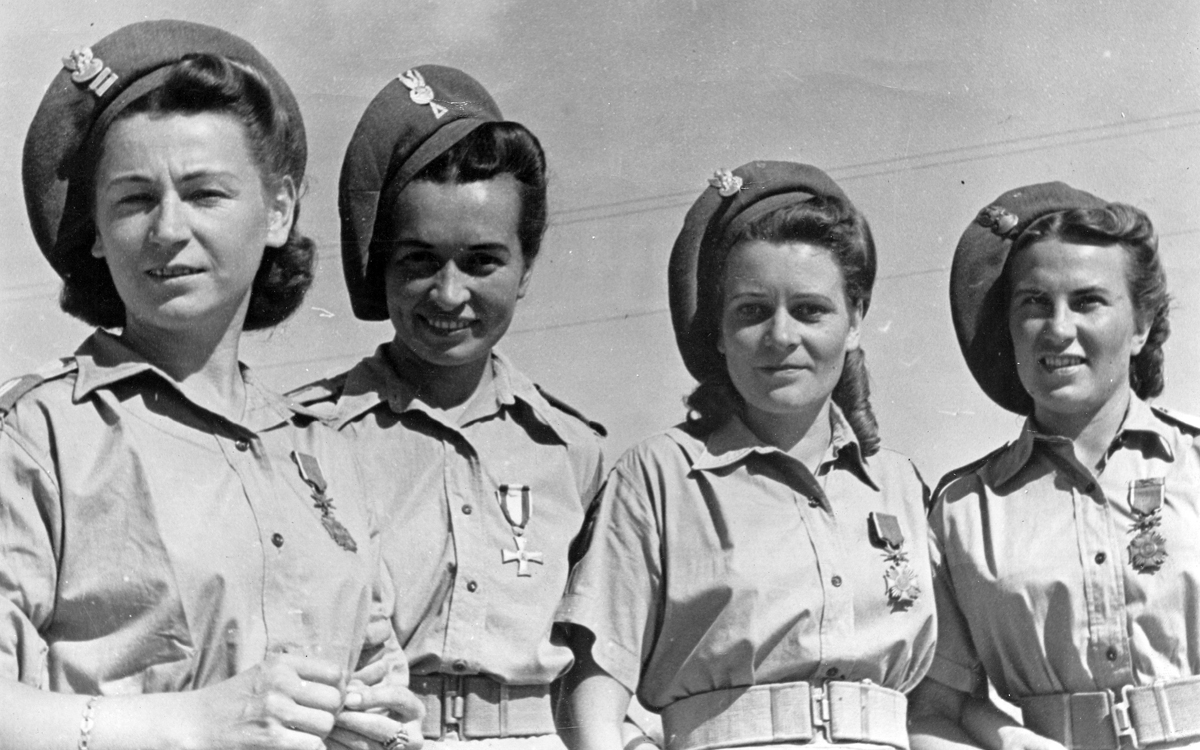
Cztery odznaczone polskie kursantki z PSK

W zimie 1944/45 działania ofensywne na froncie włoskim zostały wstrzymane. Dowództwo 2 Korpusu zdecydowało wykorzystać przerwę w działaniach wojennych na wznowienie prac szkół przy 2 Korpusie. 
Na mocy rozkazu operacyjnego Dowództwa 2 Korpusu z 9 stycznia 1945 w miasteczku Alessano, położonym na południowym krańcu półwyspu Salentyńskiego, zorganizowano Kursy Maturalne Nr 1 dla żołnierzy z jednostek pozadywizyjnych. Komendantem kursów został ppłk art. Edmund Zimmer, dyrektorem Gimnazjum i Liceum kpt. dr Tadeusz Szela, a kapelanem ks. Antoni Świda. Nauczycielami byli m.in.: kpt. Jan Pisarek, por. dr Tadeusz Rawicz-Kosiński, ppor. / por. mgr Henryk Panas, ogn. dr Janusz Łopuski, kpr. pchor. / ppor. Michał Czartoryski, kpr. / sierż. pchor. Alfons Mrowiec, Leon Bertisz, mgr Leon Chudoba, mgr Zdzisław Ciętak, inż. H. Dąbrowski, Julian Mojsiewicz, Bernard Pałąk, dr E. Pokorny, mgr Z. Rzążewski, mgr Wincenty Staniczek, Ludwik Szołtysik, mgr Ryszard Wiaterek, mgr Antoni Wojaczek, Józef Żelawski (właśc. Józef Bogdański) oraz ochotniczki PWSK: mgr Zofia Mucho i Irena Antonowicz. Absolwentami Kursów Maturalnych Nr 1 byli m.in. Zbigniew Kryński i Olgierd Terlecki.
20 stycznia w strefie przyfrontowej kontrolowanej przez oddziały Karpatczyków, w górskim kurorcie Bagno di Romagna, wznowiła działalność „Szkoła Karpacka”. W kwietniu szkoła przeniosła się do miasteczka Terra del Sole koło Forlì. Jednym z absolwentów turnusu zakończonego 23 czerwca 1945 roku był ostatni prezydent RP na wychodźstwie Ryszard Kaczorowski, który uzyskał małą maturę wraz z setką kolegów. 230 innych uczniów promowano do następnych klas gimnazjalnych i licealnych.
Tymczasem w Alessano napływ chcących uczyć się żołnierzy był tak duży, że miasteczko nie mogło ich pomieścić. W związku z tym dowództwo 2 Korpusu rozkazem z dnia 9 marca 1945 roku utworzyło kursy maturalne w pobliskim Matino, a kilka dni wcześniej (5 marca) uruchomiło w nadadriatyckim Porto San Giorgio w Marchii Ankońskiej Kurs Maturalny dla Ochotniczek Pomocniczej Służby Kobiet (PSK) 2 Korpusu. W grudniu został on przemianowany na liczące ponad 300 uczennic Gimnazjum i Liceum PSK.
Pod koniec lipca Szkoła Karpacka przeniosła się w rejon stacjonowania 3 Dywizji, do miasteczek Amandola i Sarnano. Pierwszy turnus ukończyło w lutym 1946 roku 806 uczniów, z których 109 uzyskało małą maturę, a 31 zdało egzamin dojrzałości. Jeszcze wcześniej, jesienią 1945, powstało w Modenie gimnazjum dla żołnierzy 5 Kresowej Dywizji Piechoty, do którego uczęszczało 270 uczniów. Stało się ono centrum kulturalnym macierzystej jednostki, organizując wiele imprez artystycznych. 
W tym też czasie na terenie Włoch powstało kilka średnich szkół zawodowych. W październiku w Casarano uruchomiono Gimnazjum Kupieckie i Liceum Administracyjno-Handlowe dla 350 uczniów, a w Sant’Omero koło Teramo powstało Gimnazjum Kupieckie 3 DSK. Na wiosnę 1946 roku otwarto w Fermo (Marchia Ankońska) Gimnazjum i Liceum Mechaniczne, które wydawało świadectwa ukończenia szkoły i egzaminów czeladniczych jednocześnie. Istniała też niewielka Szkoła Miernicza dla 40 uczniów przy 12 Kompanii Geograficznej 2 Korpusu. Rolnicy mogli doskonalić kwalifikacje w Szkole Rolniczej w Lecce i na kursach w Sant’Omero koło Teramo. Pod opieką Wydziału Oświaty 2 Korpusu działało w Trani koło Bari Gimnazjum i Liceum, w którym pobierało nauki około 185 uczennic z obozów cywilnych w tym mieście i sąsiedniej miejscowości Barletta.
Zgodnie z rozkazem Dowódcy Korpusu z 9 lutego 1946 roku 1280 żołnierzy odkomenderowano na studia wyższe. Było to 506 oficerów, 669 podchorążych i szeregowych oraz 105 kobiet z PSK. Organizacją polskich ośrodków uniwersyteckich we Włoszech zajął się Wydział Oświaty 2 Korpusu, przy czym znaczną rolę odegrała Karolina Lanckorońska. Na studia medyczne w Bolonii skierowano 227 osób (w tym 33 kobiety) a na różne wydziały Uniwersytetu w Rzymie 553 osoby. Ponadto spora grupa polskich żołnierzy rozpoczęła studia na politechnikach w Turynie i Mediolanie.

## Zakończenie programu
Wymuszona w roku 1947 przez dowództwo brytyjskie ewakuacja jednostek 2 Korpusu do Wielkiej Brytanii odbiła się niekorzystnie na kontynuowaniu studiów, mimo życzliwego stosunku i pomocy władz uczelni włoskich. Wielu żołnierzy 2 Korpusu zdołało jednak ukończyć rozpoczęte studia, zwłaszcza w Bolonii i Turynie. Przydały im się później, na emigracji w Wielkiej Brytanii, Stanach Zjednoczonych i w Ameryce Południowej. W tym miejscu należy zacytować znamienną wypowiedź:

Nie myślę, żeby istniała w historii wojen armia, która od pierwszej chwili swego powstania, potem w czasie przemarszu przez pół świata, wreszcie w samej akcji bojowej, z pełną świadomością organizowała i prowadziła drugą, zupełnie inną akcję (edukacyjną)...